# Thrapston Town F.C.
Thrapston Town F.C. là câu lạc bộ bóng đá Anh tọa lạc ở Thrapston, Northamptonshire. Hiện tại CLB là thành viên của United Counties League Division One và thi đấu ở sân nhà Chancery Lane.

## Lịch sử
CLB được thành lập năm 1960 với tên gọi Thrapston Ventura. Họ gia nhập Kettering Amateur League, vô địch ở các mùa giải 1970–71, 1972–73, 1973–74, 1976–77 và 1977–78. Năm 1978 họ chuyển lên Division Two của United Counties League, kết thúc ở vị trí thứ 3 ở mùa giải đầu tiên và được lên chơi ở Division One sau khi thiết lập lại cấu trúc của liên đoàn. Năm 1996 CLB mang tên như của hiện tại. Sau khi đứng thứ 2 chung cuộc mùa giải 2010–11, họ thăng hạng lên Premier Division nhưng lại kết thúc ở cuối bảng xếp hạng năm sau đó, 2011–12 và lại xuống hạng chơi ở Division 1.

## Các danh hiệu
- United Counties League Division One[3]
  - Á quân: 1999–2000, 2010–11
- Kettering Amateur League
  - Vô địch: 1970–71, 1972–73, 1973–74, 1976–77, 1977–78

## Các kỉ lục
- FA Cup[3]
  - Vòng sơ loại thứ 1: 2011–12
- FA Vase
  - Vòng 1: 2008–09, 2010–11